# Sylvie Matton
Pour les articles homonymes, voir Matton.
Sylvie Matton, dite également Sylvie Meyer (de son nom de naissance),  née à Paris le 11 décembre 1953, est une femme de lettres française, qui a exercé également d'autres activités dans les domaines artistiques et médiatiques.

## Biographie

### Apprentissage
Après une scolarité à Neuilly-sur-Seine et des études littéraires, elle participe à dix-neuf ans à des émissions télévisées écrites et présentées par Gérard Sire (homme de radio, auteur et scénariste) sur La Première chaîne de l'ORTF. En 1973, collaboratrice du journal télévisé de cette même chaîne, elle réalise sujets et reportages.
Durant cette décennie, sous le nom de Sylvie Meyer, elle est comédienne pour des réalisateurs tels François Jouffa, Pierre Granier-Deferre, Jean Yanne, Bertrand Blier, Franck Cassenti, Federico Fellini ou Jacques Rivette.

### Femme d'artiste
En 1976, elle rencontre Charles Matton. Elle vivra 32 ans avec lui, jusqu'à sa mort en 2008. Elle est commissaire de plusieurs de ses expositions, telles celles du Palais de Tokyo en 1987, de l'École nationale supérieure des beaux-arts de Paris en 1991, ou du Centre d'art contemporain de Fréjus en 1992.
Depuis le décès de son mari, Sylvie Matton continue à promouvoir son œuvre par des expositions, publications et films.

#### Expositions
- Londres, galerie All Visual Arts, en septembre 2011[6];
- Paris, galerie Agathe Gaillard en 2011[7];
- Berlin, galerie Michael Haas, en mai 2012[8];
- Toronto, galerie Stephen Bulger, en novembre 2013[9].

#### Publications
- Directrice d'ouvrage en 2009 du livre Charles Matton, Emboîtements, préface de Paul Virilio, aux éditions Flammarion, elle en écrit le texte principal[10]. Elle dirige également sa version anglaise : Charles Matton, Enclosures, en 2010.

#### Film
- Elle réalise en 2009 un documentaire titré Charles Matton, visiblement, diffusé plusieurs fois sur Arte en 2009 et 2012[11].

### Scénariste
Elle est coscénariste d'un long métrage que réalise son mari en 1994, La Lumière des étoiles mortes.
En 1997, elle écrit le scénario de Rembrandt, lauréat 1997 du Grand Prix du meilleur scénario, dont Charles Matton écrit les dialogues et qu'il réalise en 1998.

### Écrivain
Sylvie Matton publie chez Plon son premier roman à la rentrée littéraire de 1997, L'Éconduite, salué par la critique.
Son second roman, Moi, la Putain de Rembrandt, publié chez Plon en 1998, sera traduit en 17 langues.
Les deux livres qui suivent sont des ouvrages qui engagent l'auteur dans une voie plus politique, et l'amènent à écrire de très nombreux articles dans divers médias sur le sujet du génocide bosniaque : Océane et les Barbares chez Plon en 2003 et, en 2005 aux éditions Flammarion, Srebrenica, un génocide annoncé. Ce livre connaît un fort retentissement international ainsi que de nombreux articles dans la presse et sur des sites étrangers,.
Elle publie chez Grasset, en janvier 2014, Guillaume Depardieu, bande originale, écrit en collaboration avec François Bernheim, un portrait musical et littéraire de Guillaume Depardieu.
Et en octobre 2014, aux éditions Don Quichotte, L'Homme à la bulle de savon, un « roman de non fiction » qui raconte l'histoire de Patrick V., « un homme ordinaire commettant un acte extraordinaire : il vole le 14 juillet 1999 une peinture présentée comme un Rembrandt dans le musée de Draguignan, France. Quinze ans plus tard, malade tandis que le tableau caché se porte bien, cette antithèse de Dorian Gray se sent contraint de se libérer de l'œuvre... Une histoire véridique. Un clip résume le livre, publié sur YouTube et sur le site de l'éditeur.

### Journaliste
Après la publication de Srebrenica, un génocide annoncé, Sylvie Matton est sollicitée par Paris Match pour un long entretien avec Carla Del Ponte (alors procureur général du Tribunal pénal international pour l'ex-Yougoslavie). L'interview sera maintes fois traduite ou chroniquée sur des sites ex-yougoslaves, anglais et américains. Les conséquences médiatiques et politiques en sont très nombreuses,, tant pour certains propos du procureur Carla del Ponte que pour une révélation de Richard Holbrooke, publiée dans l'encadré de la dernière page, à l'origine d'une polémique internationale.
Sylvie Matton est désormais sollicitée pour débattre et publier sur les sujets du génocide bosniaque et de la justice internationale : à la radio , à la télévision , dans la presse papier,, des revues ou la presse web. En octobre 2009 elle participe à un documentaire de la BBC sur Srebrenica.
Pour son article publié sur Rue89, Arrêter Ratko Mladić, ce serait enfin assumer la vérité sur Srebrenica, elle est présentée par le Bosnian Institute comme the author of the most important book on the 1995 Srebrenica massacre.
Travaillant en indépendant, ses sujets répondent à des engagements éthiques et politiques, comme pour la Syrie ou l'affaire Boulin, pour laquelle Sylvie Matton réclame la réouverture du dossier d'instruction,.

### Vie privée
Sylvie Matton est mère de deux enfants nés de son union de 32 ans avec Charles Matton : Léonard Matton, né en 1983 (metteur en scène) et Jules Matton, né en 1988 (compositeur).

## Filmographie

### Actrice
(sous le nom de Sylvie Matton) :
- 1994 : La Lumière des étoiles mortes de Charles Matton (dans le rôle de la chanteuse d'orchestre)

(sous le nom de Sylvie Meyer) :
- 1981 : Merry-Go-Round de Jacques Rivette (dans le rôle de Shirley)
- 1980 : La Cité des femmes de Federico Fellini  (dans le rôle d'une féministe)
- 1979 : Le Toubib de Pierre Granier-Deferre (dans le rôle d'une infirmière)
- 1978 : La Chanson de Roland de Frank Cassenti (dans le rôle de la folle)
- 1976 : Calmos de Bertrand Blier (dans le rôle de l'exhibitionniste du RER)
- 1976 : Spermula ou Amour est un fleuve en Russie de Charles Matton (dans le rôle de la Spermulite Sylvie)
- 1975 : Adieu, poulet de Pierre Granier-Deferre
- 1975 : Chobizenesse de Jean Yanne (dans le rôle de la journaliste)
- 1974 : La Bonzesse (La Bonzesse ou les Concessions d'une enfant du siècle) de François Jouffa (film interdit pendant un an par la censure) : rôle-titre (Béatrice / Julie)[39]

### Scénariste
- 1999 : Rembrandt de Charles Matton
- 1994 : La Lumière des étoiles mortes de Charles Matton

## Publications
| Titre                                | Édition originale | Année | ISBN                 |
| ------------------------------------ | ----------------- | ----- | -------------------- |
| L'Éconduite                          | Plon              | 1997  | (ISBN 2259186645)    |
| Moi, la Putain de Rembrandt          | Plon              | 1998  | (ISBN 9782259189293) |
| Océane et les Barbares               | Plon              | 2003  | (ISBN 2259193358)    |
| Srebrenica, un génocide annoncé      | Flammarion        | 2005  | (ISBN 2080687905)    |
| Charles Matton, Emboîtements         | Flammarion        | 2009  | (ISBN 2081237288)    |
| Guillaume Depardieu, bande originale | Grasset           | 2014  | (ISBN 224681104X)    |
| L'Homme à la bulle de savon          | Don Quichotte     | 2014  | (ISBN 2359493868)    |

## Distinctions

### Récompenses
- 1997 : Lauréate avec Charles Matton du Grand prix du meilleur scénariste pour Rembrandt
- 1998 : Lauréate du Grand Prix du Lions Club de littérature pour Moi, la Putain de Rembrandt